# Нова Весь (Штумський повіт)
Нова Весь (пол. Nowa Wieś) — село в Польщі, у гміні Штум Штумського повіту Поморського воєводства.
Населення — 508 осіб (2011).
У 1975-1998 роках село належало до Ельблонзького воєводства.

## Демографія
Демографічна структура станом на 31 березня 2011 року:
|          | Загалом | Допрацездатний вік | Працездатний вік | Постпрацездатний вік |
| -------- | ------- | ------------------ | ---------------- | -------------------- |
| Чоловіки | 262     | 68                 | 178              | 16                   |
| Жінки    | 246     | 50                 | 157              | 39                   |
| Разом    | 508     | 118                | 335              | 55                   |